# Sacoila
Sacoila – rodzaj roślin z rodziny storczykowatych (Orchidaceae). Obejmuje 8 gatunków występujących w Ameryce Południowej, Środkowej i Północnej w takich krajach i regionach jak: Argentyna, Bahamy, Belize, Brazylia, Kajmany, Kolumbia, Kostaryka, Kuba, Dominikana, Ekwador, Salwador, Gujana Francuska, Gwatemala, Gujana, Haiti, Honduras, Jamajka, Leeward Islands, Meksyk, Nikaragua, Panama, Paragwaj, Peru, Portoryko, Surinam, Trynidad i Tobago, Urugwaj, Wenezuela, Windward Islands, Floryda w Stanach Zjednoczonych.

## Systematyka
Rodzaj sklasyfikowany do podplemienia Spiranthinae w plemieniu Cranichideae, podrodzina storczykowe (Orchidoideae), rodzina storczykowate (Orchidaceae), rząd szparagowce (Asparagales) w obrębie roślin jednoliściennych.
Wykaz gatunków
- Sacoila argentina (Griseb.) Garay
- Sacoila cerradicola Meneguzzo
- Sacoila duseniana (Kraenzl.) Garay
- Sacoila foliosa (Schltr.) Garay
- Sacoila hassleri (Cogn.) Garay
- Sacoila lanceolata (Aubl.) Garay
- Sacoila pedicellata (Cogn.) Garay
- Sacoila squamulosa (Kunth) Garay